# Metalimnophila productella productella
Metalimnophila productella productella is een ondersoort van de tweevleugelige Metalimnophila productella uit de familie steltmuggen (Limoniidae). De soort komt voor in het Australaziatisch gebied.